# Marquesado de la Vilueña
El marquesado de la Vilueña es un título nobiliario español creado por el rey Felipe IV de España en fecha desconocida de 1626 a favor de José Manrique de Luna, también llamado José de Luna Manrique de Lara, hasta entonces señor de los lugares de La Vilueña y Valtorres y posteriormente rehabilitado por el rey Carlos II de España el 30 de marzo de 1691 en la persona de Dionisio Ximénez de Urrea Zapata Fernández de Heredia.

## Denominación
Su nombre hace referencia a la villa de La Vilueña, en la provincia de Zaragoza.

## Marqueses de la Vilueña
|                              | Titular                                               | Periodo                |
| Creación por Felipe IV       | Creación por Felipe IV                                | Creación por Felipe IV |
| ---------------------------- | ----------------------------------------------------- | ---------------------- |
| I                            | José Manrique de Lara y Luna                          | 1626-1626              |
| II                           | Antonio Manrique de Lara y Luna                       | 1626-1634              |
| III                          | Ana Polonia Manrique de Lara y Luna                   | 1634-1669              |
| Rehabilitación por Carlos II |                                                       |                        |
| I (IV)                       | Dionisio Ximénez de Urrea Zapata Fernández de Heredia | 1691-1693              |
| II (V)                       | Antonia Fernández de Heredia y Rocafull               | 1693-1726              |
| III (VI)                     | León Zapata Hurtado de Mendoza                        | 1726-1741              |
| IV (VII)                     | Antonio Zapata y Lerma                                | 1741-1762              |
| V (VIII)                     | Joseph Zapata y Lerma                                 | 1762-1807              |
| VI (IX)                      | Ramón Zapata y Velázquez de Velasco                   | 1807-1815              |
| VII (X)                      | Ramón Carrillo y Zapata                               | 1816-1855              |
| VIII (XI)                    | Francisco Carrillo y Teigeiro                         | 1856-1900              |
| IX (XII)                     | Francisco Carrillo y Santa Pau                        | 1900-1946              |
| X (XIII)                     | Francisco Carrillo y García                           | 1950-1989              |
| XI (XIV)                     | Francisco Carrillo Gil                                | 1989-2015              |
| XII (XV)                     | Jorge Carrillo Fernández                              | 2016-actual titular    |

## Primitivo señorío
El primitivo señorío de La Vilueña y Valtorres data del siglo XIII, en el que aparece Pedro Sánchez Zapata, llamado de Calatayud por ser este su lugar de origen y que participó en la reconquista de Valencia, como señor de los lugares de La Vilueña y Valtorres. Fue pasando este señorío de padres a hijos entroncando los Zapata con los Luna, la familia del poderoso condestable Álvaro de Luna y el antipapa Benedicto XIII.

## Primer marquesado
Ya en el siglo XVII, en Cortes de Aragón, Felipe IV crearía el título de marqués de la Vilueña en favor de José Manrique de Luna, hijo primogénito de los III condes de Morata de Jalón. Al fallecer este tempranamente y sin sucesión legítima lo hereda su hermano Antonio Manrique de Luna, quien de la misma manera fallecería en 1634, pasando el título a su hermana Ana Polonia Manrique de Luna, quien tampoco tendría sucesión. Esta vendería el señorío el 26 de diciembre de 1654 a Jaime Sanauja, vecino de Zaragoza, de quien mediante Pedro Pablo Fernández de Heredia, (conocido más tarde al heredar el título de conde de Aranda como Pedro Pablo Ximénez de Urrea y también descendiente de los Zapata y primo cuarto de Ana Polonia Manrique de Luna por la línea Urrea), en fuerza del vínculo de su codicilo, pasan a Dionisio Fernández de Heredia (hijo de Pedro Pablo). De esta manera se extingue el primer marquesado.

## Actual marquesado

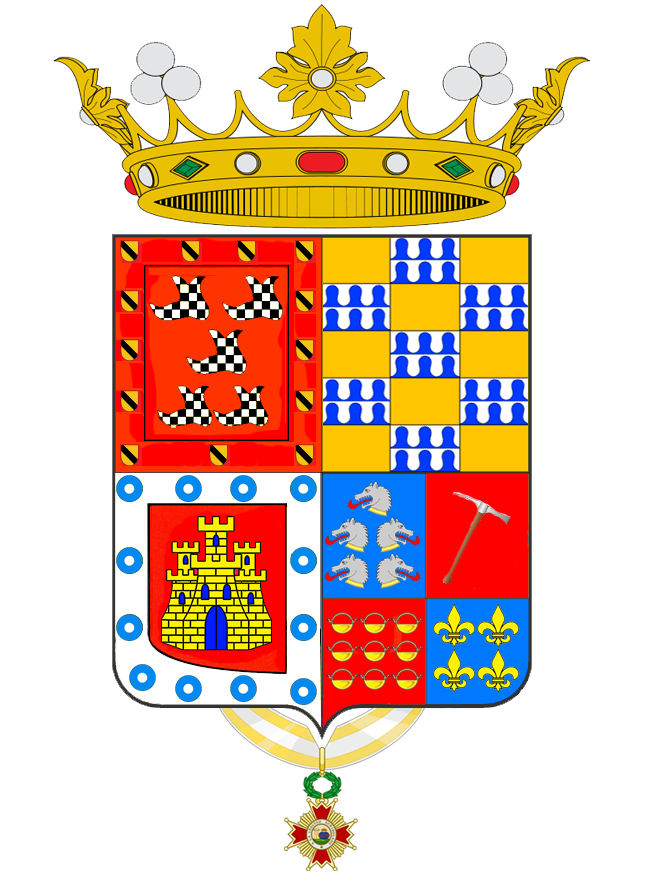
Escudo de armas de Francisco Carrillo y Teigeiro, marqués de la Vilueña y barón de Velasco

El 30 de marzo de 1691 Carlos II rehabilita el título de marqués de la Vilueña en la persona de Dionisio Fernández de Heredia y Vera, conde de Aranda, quien desde ese momento altera, al igual que su padre, el orden de sus apellidos anteponiendo los del linaje de su abuela paterna para ser conocido como Dionisio Ximénez de Urrea Zapata Fernández de Heredia. A pesar de haber existido ya previamente un marquesado lo más habitual es contar el ordinal de los marqueses a partir de este momento, con lo cual este suele mencionarse como el primer marqués de la Vilueña aunque en puridad sería el cuarto. Sucedería en el marquesado de la Vilueña (no en el condado de Aranda, por ser de rigurosa asignación) su hija Antonia Ximénez de Urrea quien muere sin sucesión, pasando el marquesado a su pariente León Zapata. Al morir el bisnieto de este, Ramón Zapata y Velázquez de Velasco, sin sucesión, pasaría en 1815 a Ramón de Carrillo y Zapata, primo del anterior marqués y también bisnieto de León Zapata. Desde este momento hasta la actualidad la familia Carrillo es depositaria del título, así como de la baronía de Velasco por matrimonio de Ramón de Carrillo y Zapata con Josefa de Velasco y Carrillo, IV baronesa de Velasco.